# Федоров Олександр Іванович
Олекса́ндр Іва́нович Фе́доров (*1 (14) серпня 1900, Полтава — 1 травня 1971, Київ), український вчений-буряковод, 1955 — доктор сільськогосподарських наук, 1956 — професор, 1970 — заслужений діяч науки УРСР. Нагороджений орденом Трудового Червоного Прапора та медалями.

## Життєпис
1922 року закінчив Харківський сільськогосподарський інститут, залишається там працювати агрономом дослідницького господарства. В 1924-32 роках — завідувач відділу та головний агроном цукрокомбінатів у Сумській та Хмельницькій областях.
З 1932 по 1944 рік працював в науково-дослідних установах та сільськогосподарських ВНЗ Києва та Алма-Ати.
В 1944—1971 роках працює у Всесоюзному науково-дослідному інституті цукрових буряків у Києві. Одночасно у 1954—1966 роках завідує кафедрою рослинництва Вищої партійної школи при ЦК КПУ.
Написав велику кількість праць щодо виведення гібридів та використання гетерозису при міжсортових схрещуваннях цукрових буряків.